# Niobé (fille de Tantale)
Pour les articles homonymes, voir Niobé.

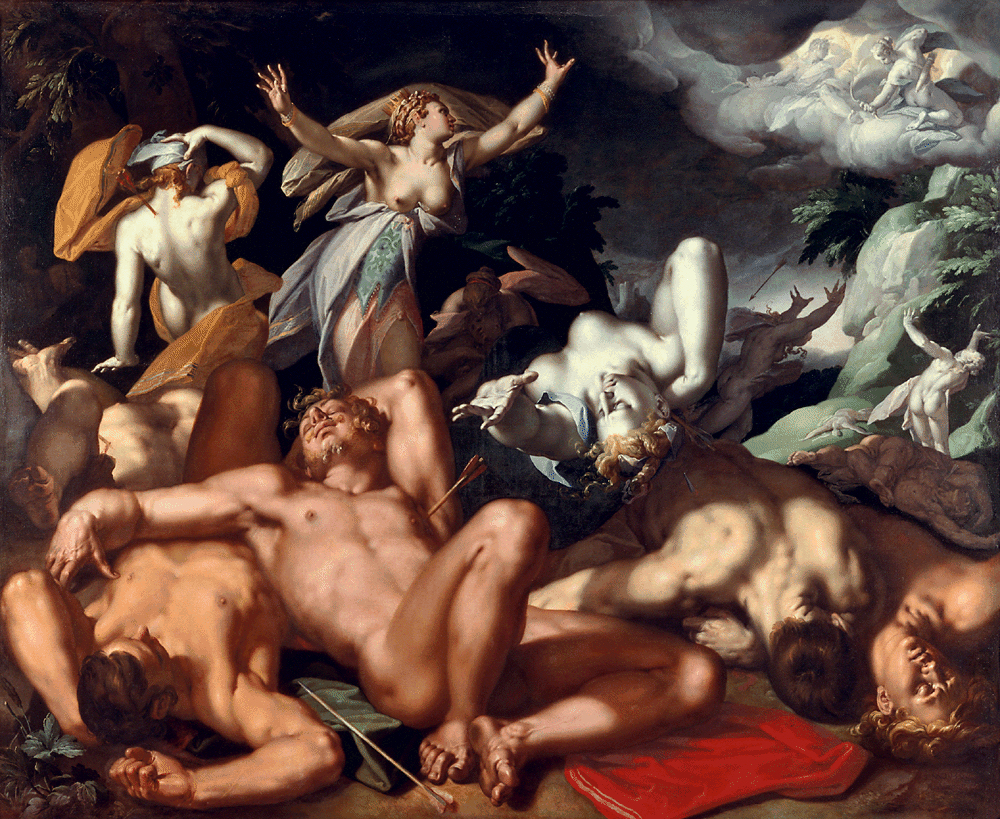
Mort des enfants de Niobé, par Abraham Bloemaert (1591).

Dans la mythologie grecque, Niobé (en grec ancien Νιόβη / Nióbê) est la fille de Tantale et l'épouse d’Amphion. Elle est la mère des « Niobides » à qui elle donne son nom — leur nombre et leur nom varient selon les traditions.

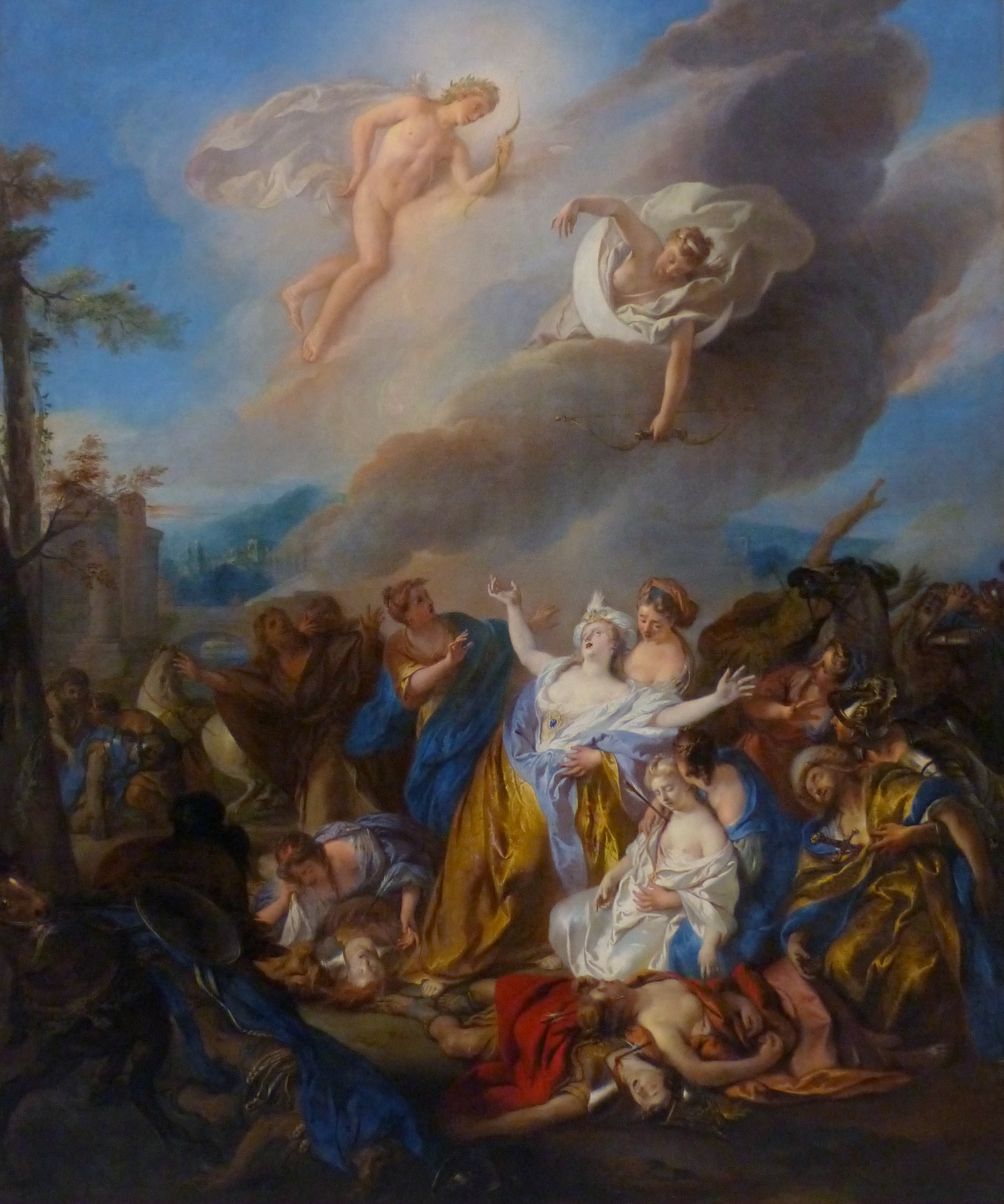
Apollon et Diane perçant de flèches les enfants de Niobé, par Jean-François de Troy (1708).

## Légendes
Orgueilleuse comme son père Tantale, Niobé, reine de Thèbes par son époux Amphion, se vanta devant qui voulait l’entendre de sa fécondité et de la beauté de ses enfants. Aveuglée par la fierté, elle se moqua ouvertement de Léto, qui n’avait donné le jour qu’à Artémis et Apollon. C’était là s’attaquer aux dieux, et la malheureuse Niobé l’apprit à ses dépens. Indignés d’une telle présomption, les deux enfants de Léto tuèrent ceux de Niobé à coups de flèches ; seuls une fille et un garçon échappèrent au massacre — Homère ignore cette version de la légende — mais sa frayeur fut telle qu’elle conserva toute sa vie un teint d’une pâleur mortelle. Selon Homère toujours, elle revint dans son pays, où les dieux la métamorphosèrent en pierre.
Entendant les cris de ses enfants agonisants, Niobé sortit de son palais, et à l’horrible spectacle de tous les corps étendus et râlants, elle fut comme pétrifiée. Pris de pitié, Zeus la changea en rocher et la plaça sur le mont Sipyle, d’où coulèrent ses larmes sous la forme d’une source. Pendant neuf jours, les corps restèrent sans sépulture. Au dixième jour selon l’Iliade, les dieux s’apaisèrent et enterrèrent eux-mêmes les enfants de Niobé. Selon d'autres versions, Niobé réussit à protéger la dernière de ses filles, Chloris.

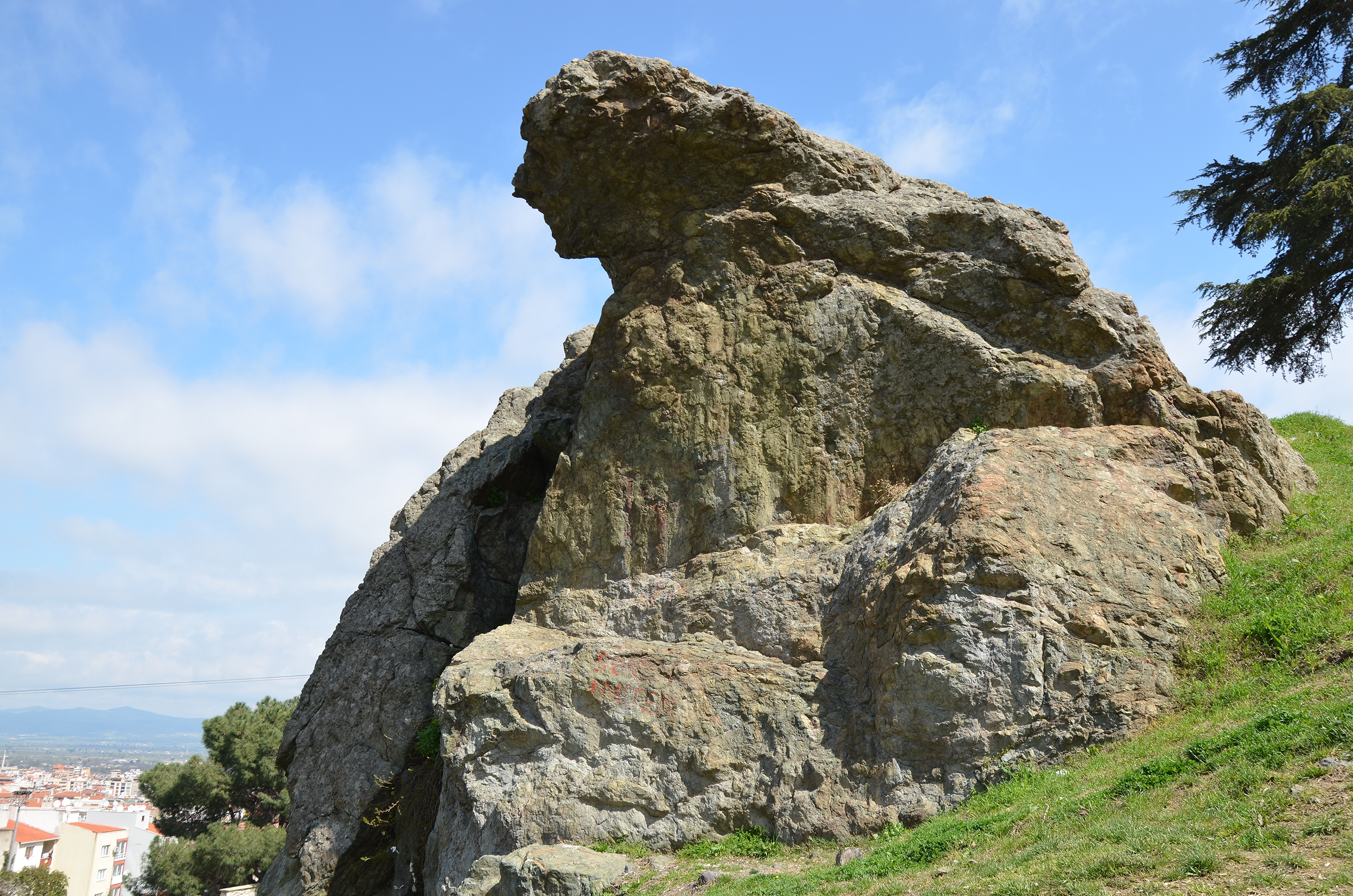
Rocher de Niobé sur le mont Sipyle.

Au mont Sipylos, on peut apercevoir un rocher qui a effectivement la forme d'une femme agenouillée dans la poussière.

## Évocations artistiques

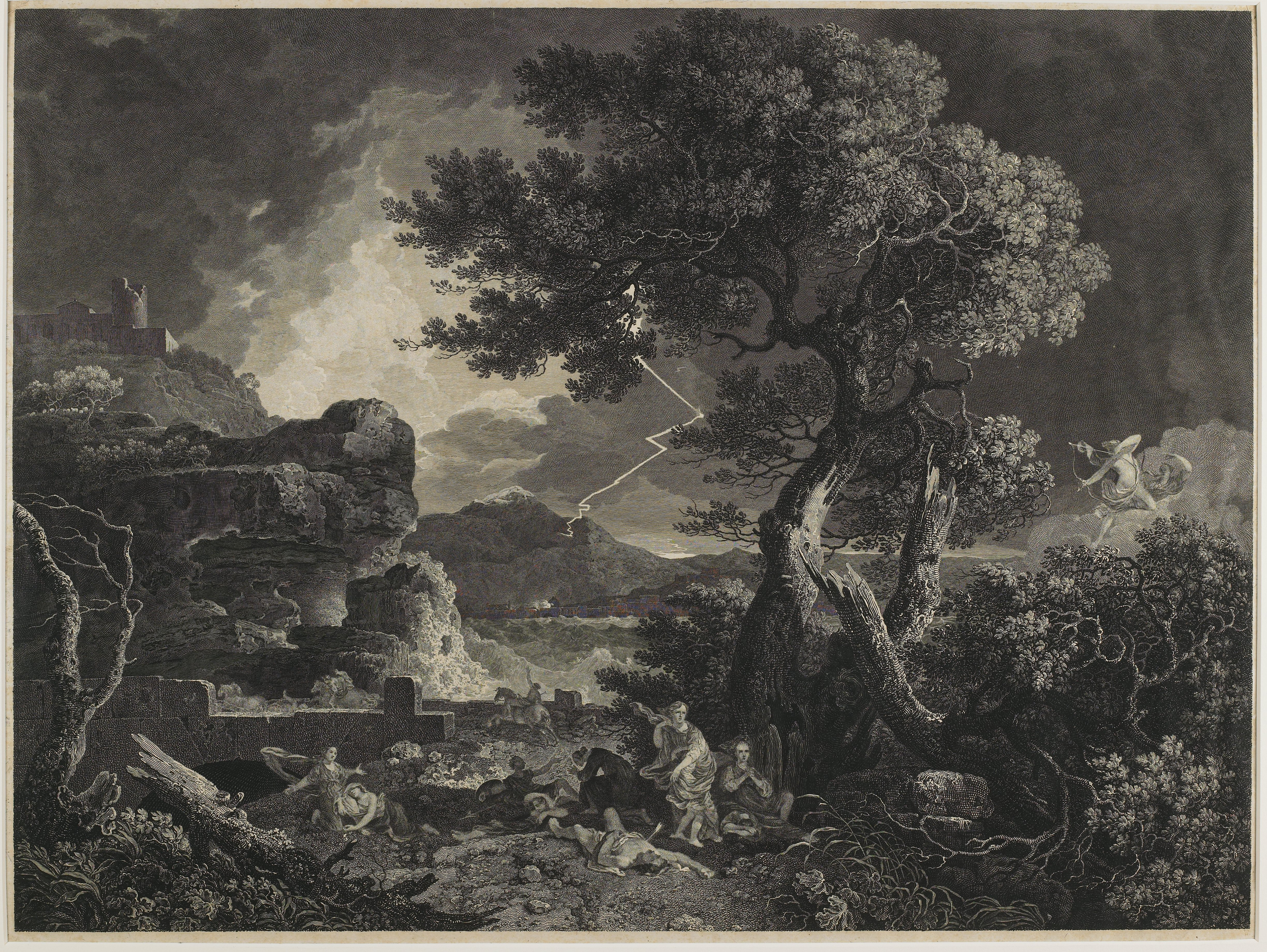
The Destruction of the Children of Niobe, gravure de William Woollett (1761).

### Tableaux et gravures
- Un tableau d'Abraham Bloemaert, Niobé pleurant ses enfants (1591).
- Un tableau de Richard Wilson, The Destruction of the Children of Niobe (1760).
- Une gravure de William Woollett, d'après le tableau de Wilson ci-dessus, The Destruction of the Children of Niobe (1761).
- Un tableau de Jacques-Louis David, Diane et Apollon perçant de leurs flèches les enfants de Niobé (1772).
- Un tableau d'André Masson, Niobé (1947), musée des Beaux-Arts de Lyon[2].
- Les Joueuses d'osselets, une peinture à l'encaustique d'Alexandre l'Athénien.
- Un graffiti par l'artiste Banksy a été peint à Gaza à la suite du conflit israélo-palestinien de 2014.

### Sculptures
- Une statue visible dans les jardins de la villa Médicis à Rome où se trouve le siège de l'Académie de France, évoque l'épisode Niobé qui réussit à protéger la dernière de ses filles.
- La sculpture grecque Niobide des Horti Sallustiani, du Ve siècle av. J.-C., conservée au musée national romain à Rome
- Un groupe statuaire Pédagogue et fils de Niobé, IIIe siècle, découvert à Soissons, près de l'actuelle rue L. Caillez, en 1831, et vendu au musée du Louvre en 1833 (inv. MA 1339, LP228), puis prêté au musée municipal de Soissons en 1972 et exposée dans l'ancienne église Saint-Léger.
- Une autre statue de Niobé par le sculpteur lillois Hippolyte Lefèbvre (1863-1935) se trouve devant la tour de Roland à Arles (illustration au nom du sculpteur).
- Une sculpture monumentale de 1946 et quelques pièces en plâtre par l'artiste Constant Permeke 1886-1952 visibles à Ostende.

### Œuvres musicales
- Niobé, n° 3 des Six métamorphoses d'après Ovide pour hautbois seul de Benjamin Britten (1951).
- Niobe, regina di Tebe est un opéra d'Agostino Steffani de 1688.
- Niobe[3], SCH single extrait de l'album Autobahn (2022).

### Autres
- La capitaine Niobé, interprétée par Jada Pinkett Smith dans les épisodes 2 (Matrix Reloaded) et 3 (Matrix Revolutions) de la trilogie Matrix des Wachowski.
- Niobé du Deep est un soldat de Hadès série d'animation japonaise Saint Seiya.

## Postérité scientifique
Niobé a donné son nom au niobium (Nb, numéro atomique 41), élément chimique qui dans le tableau périodique des éléments se trouve immédiatement au-dessus du tantale (Ta, numéro atomique 73).

## Sources
- Pseudo-Apollodore, Bibliothèque [détail des éditions] [lire en ligne] (III, 5, 6).
- Homère, Iliade [détail des éditions] [lire en ligne] (XXIV, 602 et suiv.).
- Hygin, Fables [détail des éditions] [(la) lire en ligne] (IX ; XI ; LXXXII ; LXXXIII).
- Ovide, Métamorphoses [détail des éditions] [lire en ligne] (VI, 148–287).
- Parthénios de Nicée, Passions amoureuses [détail des éditions] (lire en ligne) (XXXIII).
- Pausanias, Description de la Grèce [détail des éditions] [lire en ligne] (II, 21).